# Замарстынов
Замарсты́нов (укр. Замарстинів, пол. Zamarstynów) — местность во Львове (Украина), в Шевченковском районе. Замарстынов расположен между железнодорожной насыпью, рекой Полтвой, проспектом Черновола и улицей Богдана Хмельницкого. Топоним может распространяться и на территории севернее реки Полтвы, до окраины города (см. Замарстыновский парк). На Замарстынове встречается жилая постройка австрийского, польского и советского периодов и обширная промышленная зона вокруг улицы Промысловой. На окраине Замарстынова расположена Автостанция № 2, которая связывает автобусными рейсами Львов с северными районами Львовской области, а также Волынской и Ровненской областями.

## История

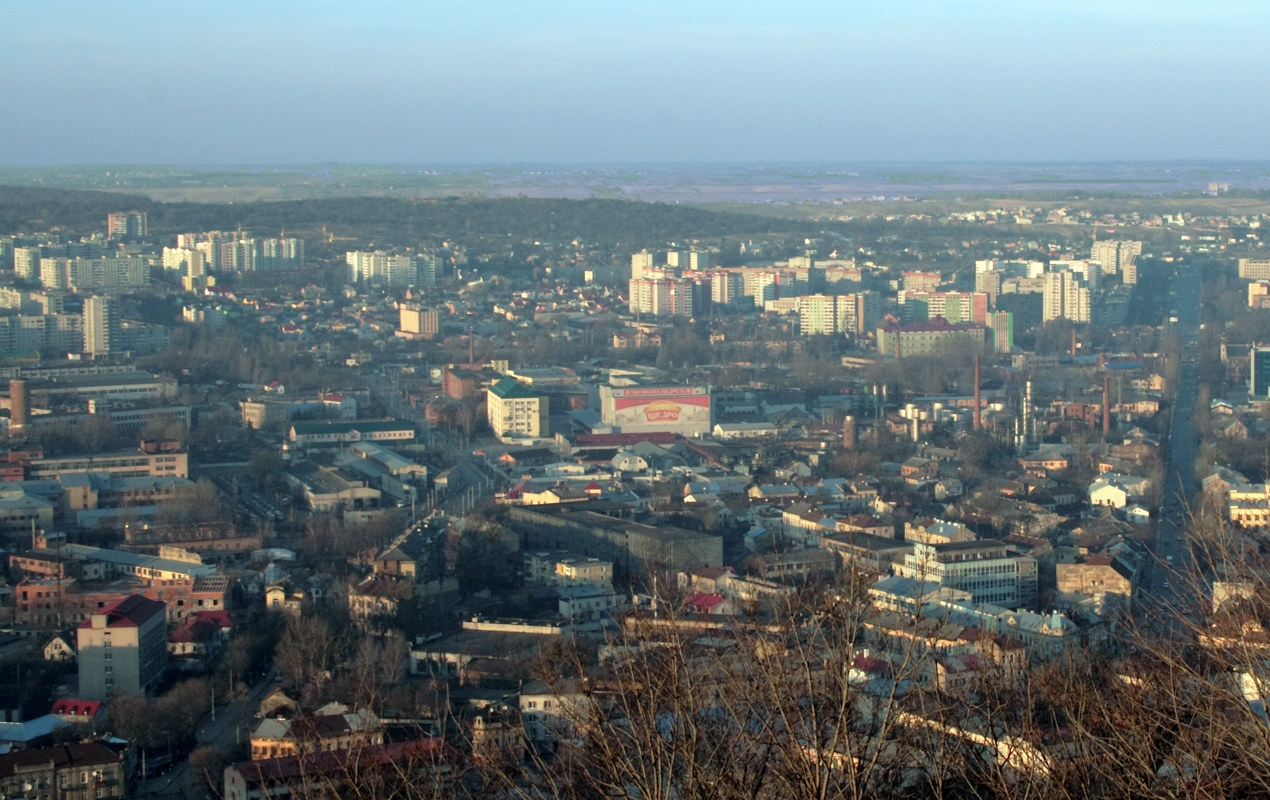
Центральная и восточная часть Замарстынова, прилегающая к улице Б.Хмельницкого. Севернее — Замарстыновский парк и новостройки района Збоища

Эта территория была заселена уже во времена Данила Галицкого, она упоминается под именем Безских полей (Белзщины) уже в первом летописном упоминании о Львове. Местность была редкозаселенной, а после захвата города Казимиром III в 1349 году она стала практически безлюдной.
В 1387 году львовский мещанин Ян Зомерштейн на площади в 12 полей (приблизительно 300 га) заложил имение, получившее название Зомерштейнгоф (двор Зомерштейна). От этого топонима происходит современное название местности.
В 1615 году город выкупил Замарстынов из частной собственности. Его жители традиционно выращивали и продавали на львовских рынках огородные культуры и фрукты, работали на многочисленных торфяниках.
Замарстынов был районом бедноты и люмпен-пролетариата, отличался необустроенностью и выступлениями населения против городского совета Львова. Замарстынов находился в собственности города, но когда в 1804 году городской совет потребовал от жителей Замарстынова выполнения крепостных повинностей, то они взбунтовались, и позже район продали в частные руки, а жители имения стали крепостными. С середины XIX века в этом районе и части Клепарова находилось еврейское гетто, за железнодорожными путями вокруг улицы Замарстыновской между Подзамчем и улицами Торфяная и Полтвяная (ныне проспект Черновола).
До 1930 года Замарстынов оставался селом, хотя в его пределах жило значительное население (в 1925 году — 6 тысяч поляков, 3,5 тысяч евреев и 2,5 тысяч украинцев и русинов), в основном — рабочие. В междувоенный период этот район был наиболее украинским и наиболее криминализованым.
В этом самом бедном районе города во время гитлеровской оккупации было устроено еврейское гетто, отделенное от города колючей проволокой и железнодорожной насыпью. Здесь было сосредоточено более 136 тысяч людей, которых частично уничтожили здесь, частично вывезли в концлагерь в Белжец. 2-16 июня 1943 года в гетто произошло восстание, ликвидированное силами украинской и немецкой полиции.
Во второй половине XX века, при советской власти район был застроен многоэтажками, здесь пролег троллейбусный маршрут № 13, а на крайней южной мере — конечная остановка трамвайных маршрутов № 4 и № 5.